# Raymond Kaelbel
Raymond Kaelbel (31 de gener de 1932 - 17 d'abril de 2007) fou un futbolista francès.

## Selecció de França
Va formar part de l'equip francès a la Copa del Món de 1954 i 1958. Fou jugador a RC Strasbourg, AS Monaco, Le Havre AC i Stade Reims.

## Palmarès
- Ligue 1: 1961 amb AS Monaco
- Coupe de France: 1960 amb AS Monaco
- Coupe de France: 1966 amb RC Strasbourg